# Phường 13, Bình Thạnh
Phường 13 là một phường thuộc quận Bình Thạnh, Thành phố Hồ Chí Minh, Việt Nam.
Phường 13 có diện tích 2,60 km², dân số năm 2021 là 38.511 người,  mật độ dân số đạt 14.811 người/km².